# Julie Plec
Julie Plec, née le 26 mai 1972, à Los Angeles, est une productrice, réalisatrice et scénariste pour la télévision américaine.
Elle se fait connaître pour son travail sur la série fantastique Vampire Diaries, qu'elle co-créé avec Kevin Williamson, faisant partie du même univers télévisuel que les séries dérivées The Originals et Legacies.
Elle a notamment travaillé pour les séries Kyle XY et The Tomorrow People.
Au cinéma, elle a collaboré avec Wes Craven sur les longs métrages : Un vampire à Brooklyn, Scream, Scream 2, Scream 3 et Cursed.

## Biographie
Julie Plec est née à Chicago. Elle est diplômée de l'université Northwestern,. 

## Filmographie

### Productrice
- 1997 : Scream 2 de Wes Craven (productrice associée)
- 1999 : Mrs. Tingle de Kevin Williamson (productrice associée)
- 1999 : Wasteland (série télévisée, productrice)
- 2000 : Le Club des cœurs brisés de Greg Berlanti (co-productrice)
- 2000 : Scream 3 de Wes Craven (co-productrice)
- 2005 : Cursed de Wes Craven (co-productrice)
- 2006-2009 : Kyle XY (série télévisée)
- 2009-2017 : Vampire Diaries (série télévisée)
- 2013-2014 : The Tomorrow People (série télévisée, productrice exécutive)
- 2013-2018 : The Originals (série télévisée)
- 2016 : Alerte Contagion (série télévisée, productrice exécutive de 6 épisodes)
- 2018-2022 : Legacies (série télévisée)
- 2019- 2022 : Roswell, New Mexico (série télévisée)
- 2022- : Vampire Academy (série télévisée)

### Réalisatrice
- 1995 : Un vampire à Brooklyn (assistante de Wes Craven)
- 1996 : Scream (assistante de Wes Craven)
- 2015-2017 : Vampire Diaries (série télévisée, 3 épisodes)
- 2017 : Time After Time (série télévisée, 1 épisode)
- 2018 : Riverdale (série télévisée - saison 2, épisode 13)
- 2019 : Roswell, New Mexico (série télévisée, 1 épisode)

### Scénariste
- 2006-2009 : Kyle XY (série télévisée, 8 épisodes)
- 2009-2017 : Vampire Diaries (également créatrice)
- 2013-2018 : The Originals (également créatrice)
- 2016 : Containment (également créatrice)
- 2018- 2022 : Legacies (également créatrice)